# Averno
Jezioro Averno (wł. Lago d'Averno, Avernus) – jezioro wulkaniczne w Prowincji Neapol (Włochy) o okrągłym kształcie.
Obwód ponad 3 km, głębokość – 60 m.
Jezioro Averno miało duże znaczenie dla starożytnych Rzymian, było uważane za wejście do Hadesu. Jego nazwa pochodzi od greckiego słowa „aornos” – „bez ptaków” (starożytni wierzyli, że jezioro emituje trujące substancje, które zabijają przelatujące ptaki).